# André Masséna
André Masséna (en italiano: Andrea Massena; Niza, 6 de mayo de 1758-París, 4 de abril de 1817) fue un militar francés de alto rango de los siglos XVIII y XIX. Fue además Duque de Rívoli y Príncipe de Essling.

## Primeros años
Nació en Niza, ciudad que por entonces formaba parte del Principado de Cerdeña. Era hijo de un pequeño comerciante local, Julio Masséna (Giulio Massena), y de su esposa Margarita Fabré. Su padre realizaba numerosas transacciones en Italia, por lo que su educación se orientó desde un primer momento para que pudiese dirigir el negocio familiar. Sin embargo, su padre falleció cuando él contaba solo con diez años y su madre volvió a casarse poco después. A la edad de trece años se enrola en la marina mercante, lo que le permite viajar por todo el Mediterráneo y realiza también viajes a la Guayana Francesa.
Tras cuatro años navegando, en 1775, por consejo su familia, se alista en el Ejército Real de Italia, una sección del Ejército de Francia, donde presta servicios a un tío suyo encargado de funciones de intendencia y reclutamiento. En 1789, al estallar la Revolución, Masséna es ya Oficial Autorizado, máximo rango militar que se permitía a los plebeyos. Abandona el servicio activo y se gana la vida realizando actividades de contrabando desde Niza hasta que contrae matrimonio con Ana María Rosalía Lamar, natural de Antibes, ciudad a la que el joven matrimonio se trasladará.
En 1791 se reincorpora al Ejército, donde ve oportunidades para hacer carrera una vez que se suprime la obligación de ser noble para ascender en la escala de oficiales. Su habilidad en la batalla se demostrará enseguida y asciende a coronel solo un año después, en 1792.

## Las Guerras Revolucionarias
Se distinguió durante las Guerras Revolucionarias Francesas, que estallaron en 1792, en las cuales logró un ascenso a general de brigada en agosto de 1793 y a general de división en diciembre de ese mismo año. Su primera victoria como general fue en Saorgio, en agosto de 1794, un enfrentamiento de poca trascendencia estratégica pero que fue una de las pocas batallas ganadas por las tropas francesas en aquel periodo. Su primer éxito importante fue en la Batalla de Lonato, en agosto de 1795, contra los ejércitos austriacos de Peter Quasdanovich.
Sin embargo, pese a estos triunfos, Francia estaba perdiendo con claridad la guerra en el frente sur, por lo que en marzo de 1796 el Directorio nombró un nuevo comandante en jefe: Napoleón Bonaparte. A su llegada a Lonato, Bonaparte confirma a Masséna en su puesto y junto a él comienza una espectacular campaña que se salda con las victorias de Lonato, Castiglione, Bassano, Caldiero y Arcoli. En verano de 1796 participa en la Batalla de Rívoli y en invierno de ese año en la toma de Mantua.
Acabada la Campaña de Italia, en 1799 Masséna fue nombrado comandante en jefe del Ejército francés en Suiza, donde en septiembre de ese año venció a los rusos bajo el mano del general Aleksandr Rimski-Kórsakov en la Segunda Batalla de Zúrich. Esta gran derrota hizo cambiar al zar Pablo I de Rusia de política exterior, pues abandonó la Segunda Coalición antifrancesa y proyectó una alianza con Francia. Como autor de este gran éxito, Masséna comenzó a gozar de un inmenso prestigio y fama.
Se le vuelve a destinar a Italia, donde sufre una severa derrota frente a los austriacos en Génova. Con el frente sur en peligro, Napoleón, ya cónsul, se traslada al frente y encarga a Masséna el centro del Ejército en la Batalla de Marengo, (14 de junio de 1800), que tras una jornada de gran incertidumbre se convierte en una aplastante victoria francesa.
En reconocimiento a su esfuerzo y éxito, Napoleón lo nombra comandante de las fuerzas francesas en Italia. Sin embargo, poco después se ve envuelto en un escandaloso caso de corrupción y saqueo de poblaciones. Las quejas formuladas contra él por sus soldados y oficiales llegan a oídos de Napoleón que, indignado, lo obliga a presentar su dimisión y lo envía de vuelta a Antibes con su familia.

## Mariscal del Imperio

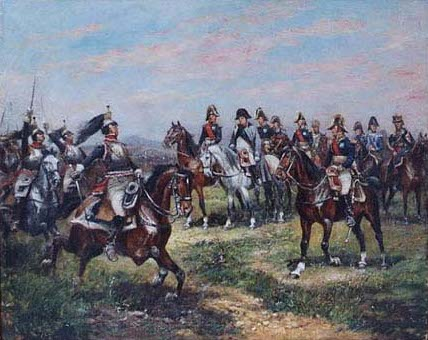
André Masséna en la batalla de Aspern-Essling

Tras la proclamación del Imperio en 1804, Napoleón recuerda el talento de Masséna para la batalla y le nombra Mariscal, asignándole de nuevo al frente italiano. Desde ese puesto lidera al ejército en la captura de Verona y posteriormente vence a los austriacos en la batalla de Caldiero (30 de octubre de 1805). Un satisfecho Napoleón le encarga la conquista de Nápoles, que someterá con gran crueldad. Esta actuación desagrada sobremanera a Napoleón, que finalmente le destituye cuando estalla un nuevo escándalo de corrupción en el seno del ejército de Masséna. Napoleón, que conocía su índole, escribió sobre él que sus virtudes, entre ellas su gran voluntad sin desmayo, aparecían sobre todo en los momentos más desesperados de las batallas, pero que tenía el defecto de que "era un gran pillo; siempre iba a medias con los proveedores y con los comisarios del Ejército..."
El Emperador le asigna el mando del ala derecha durante su Campaña de Polonia de 1807, donde de nuevo se desempeña con gran éxito. Por ello Napoleón le concede el título de Duque de Rivoli en 1808. Sin embargo su fama de corrupto es bien conocida, por lo que Napoleón decide destituirlo nuevamente y le deja sin ningún mando directo.
Masséna no volvió al servicio activo hasta 1809 contra las fuerzas de la Quinta Coalición, luchando de nuevo contra los austriacos. Cuando la vanguardia francesa en el Danubio fue cortada y aislada, Masséna lideró el cuarto cuerpo en la defensa centrada sobre Aspern y Essling, evitando que las tropas francesas fuesen rodeadas y siendo posteriormente rescatado tras una sangrienta lucha. Fue premiado por ello con el título de Príncipe de Essling, para después tomar parte en la victoriosa Wagram. Las tropas a su mando aplastan a los austriacos, le aclaman en el campo de batalla y él mismo se concede el título de "El Hijo querido de la Victoria".
Durante la guerra en la península ibérica, lideró la invasión de Portugal en 1810. Comandó el primer choque con los aliados en la Batalla de Buçaco (27 de septiembre), y forzó a las tropas anglo-portuguesas a retirarse a las líneas de Torres Vedras, donde se produjo un estancamiento de la situación. Napoleón, irritado, aumenta el contingente francés en España pero recrimina a Masséna diciendo "¿No era usted el Hijo querido de la Victoria?"
Masséna se vio forzado a retirarse de Portugal tras las derrotas francesas en las batallas de Barrosa y Fuentes de Oñoro. Cuando Napoleón es informado que, de nuevo, actuó corruptamente con la intendencia destinada al Ejército, le destituye y pone en su lugar al mariscal Auguste Marmont.

## Últimos años

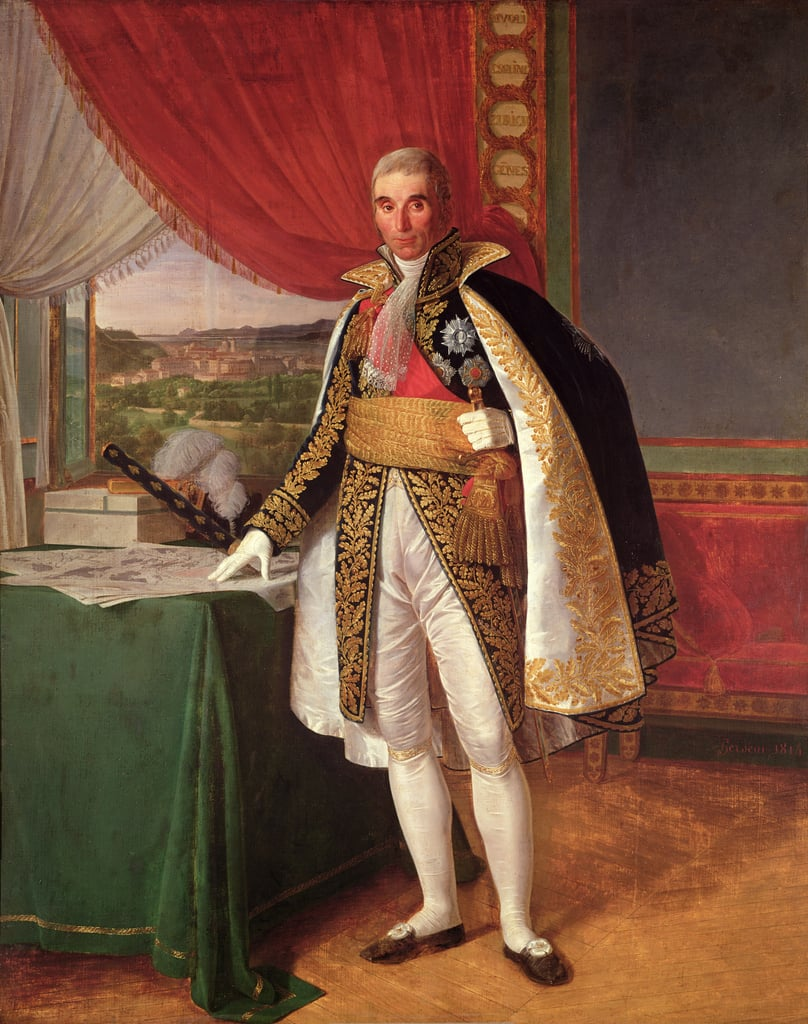
André Masséna, duque de Rivoli, príncipe de Essling, mariscal del Imperio.

Napoleón no volvió a entregar mando alguno a Masséna, a quien nombró comandante local de Marsella. No participó en la Campaña de Rusia ni en la Campaña de Alemania de 1813, permaneciendo en su puesto y salvaguardando la paz al sur de Francia. Ni siquiera en sus desesperados esfuerzos por derrotar a los invasores extranjeros en 1814, el Emperador quiso contar con él. Tras la abdicación de Napoleón y el regreso de Luis XVIII, Masséna juró lealtad al nuevo monarca y este le mantuvo en su puesto respetando todos sus títulos.
Cuando en 1815 le llegaron rumores de la huida de Napoleón de la isla de Elba, Masséna no dio crédito a tal información. Estaba convencido de que el Emperador le habría informado de sus planes para una expedición así, por lo que cuando supo que efectivamente Bonaparte marchaba triunfalmente hacia París, se mantuvo en Marsella esperando algún tipo de comunicado. La realidad es que Napoleón había descartado ya toda colaboración entre ambos, hasta el punto en que, cuando llegó al Gobierno, no le mencionó en ningún documento oficial ni privado.
Ofendido, Masséna actuó de forma similar a Napoleón: permaneció en Marsella, pero no le ofreció su ayuda. Sin embargo, tras la batalla de Waterloo, sí se puso nuevamente al servicio de Luis XVIII presentando como mérito el no haber hecho nada por Bonaparte durante los Cien Días. El desconfiado Rey le ratificó en su puesto y títulos pero, quizá para hacerle expiar sus pasadas culpas, le ordenó participar en el Consejo de Guerra que se abre contra el mariscal Ney, uno de sus antiguos compañeros de armas. Al contrario que otros mariscales, Masséna aceptó sin dudar.
Poco después cayó enfermo y se instaló definitivamente en París. Le diagnosticaron una enfermedad incurable, posiblemente un cáncer, falleciendo en 1817 y siendo enterrado en Père Lachaise. Su hijo Víctor Masséna heredó sus títulos de Duque de Rívoli y Príncipe de Essling. Un pequeño pueblo al norte de Nueva York, fundado por leñadores franceses, lleva el nombre de Masséna en su honor. Del mismo modo, su nombre está inscrito junto con el de los grandes generales napoleónicos en el Arco del Triunfo de París.